# 존 매클레인 (다이하드)
존 맥클레인(John McClane, 1955년 5월 23일 ~ )은 영화 《다이하드 시리즈》에 등장하는 가공의 경찰이다. 브루스 윌리스가 연기한다.

## 평가
엠파이어지에서는 "100명의 가장 위대한 영화 캐릭터" 중 12위에 매클레인을 선정하였다. 2009년 4월, 엔터테인먼트 위클리는 "대중 문화에서 가장 멋진 히어로"의 20명 중 6위에 매클레인을 선택했다.